# Flauta de vidre

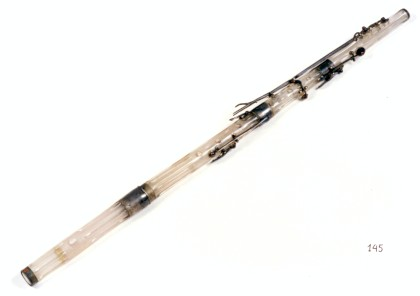
Flauta de vidre conservada al Museu de la Música de Barcelona

Una flauta de vidre, o flauta de cristall, és un instrument de música que gaudí de certa popularitat a principis del segle xix. Aquestes flautes conservaven llavors el to més eficaçment durant els canvis de temperatura que les flautes de fusta i ivori que existien en el moment de la seva fabricació. La majoria van ser creades per Claude Laurent, un artesà i rellotger francès que va patentar la flauta de vidre amb plom l'any 1806. Aquesta creació esdevingué ràpidament obsoleta després de produir flautes metàl·liques.
Les flautes de vidre de Claude Laurent es van fabricar a París a principis del segle xix. Algunes són de cristall de plom mentre que unes altres són de potassa. Se sap que encara subsisteixen uns 185 dels instruments de Laurent realitzà, i la Biblioteca del Congrés dels Estats Units en conserva 17.
A part de sonar de manera més consistent a diferents temperatures, les flautes de vidre tenen un to similar a les flautes de fusta i ivori contemporànies. Per tal de reduir el pes i aportar ornamentació, les flautes de cristall es tallaven amb facetes o tenien estries a l'exterior. La superfície interior es rectificava i polia amb gran precisió.

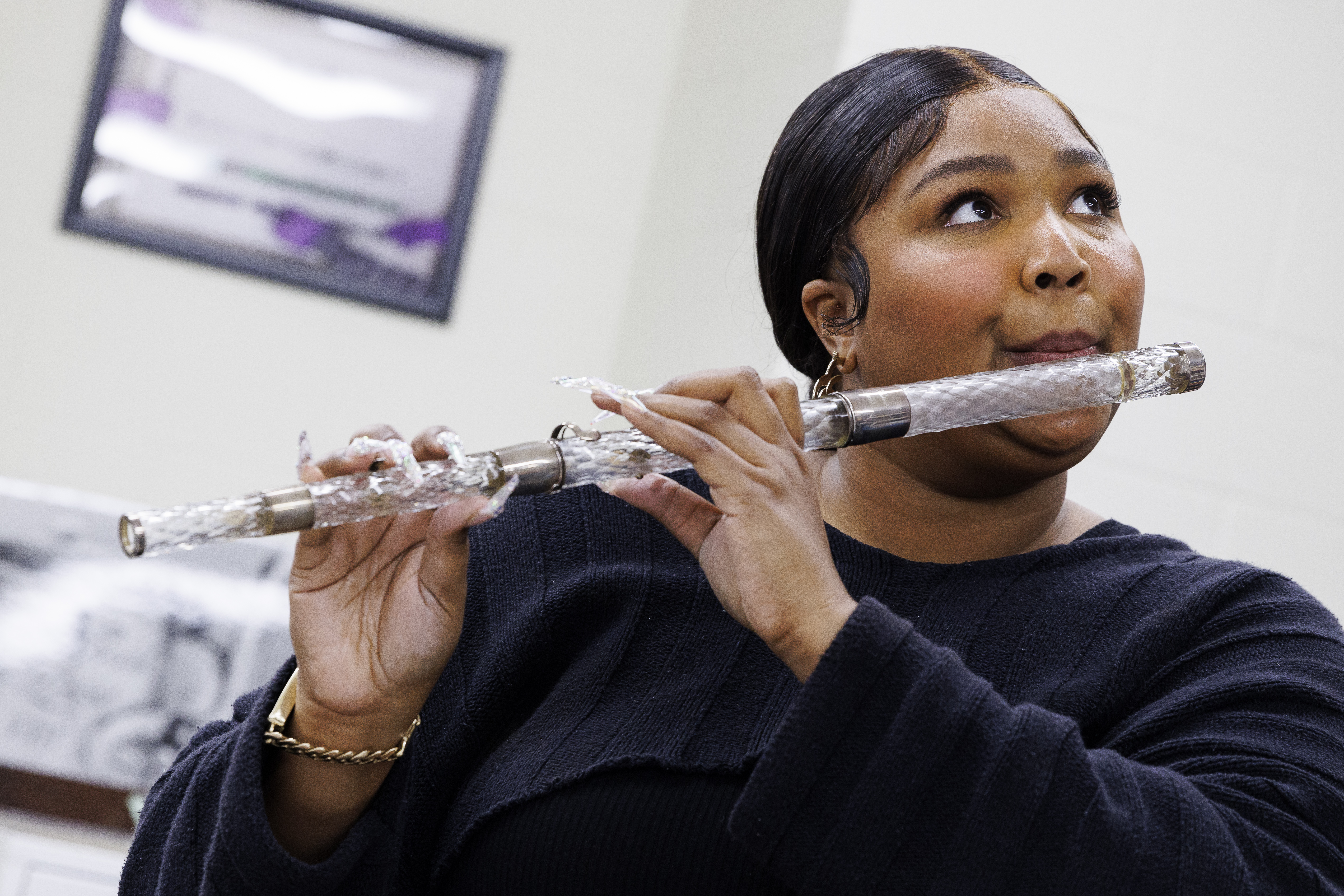
La rapera Lizzo tocant la flauta del president James Madisn a la Biblioteca del Congrés el setembre de 2022

El 2022, l'artista rapera estatunidenca, i flautista de formació clàssica, Lizzo va ser convidada per la bibliotecària del Congrés Carla Hayden per veure la col·lecció de flautes de la Biblioteca, que se suposa que és la més gran del món. Una de les flautes que hi veié aleshores va ser una flauta de cristall feta el 1813 que Laurent va enviar a James Madison per commemorar la seva segona inauguració com a President des Estats Units. L'instrument va ser rescatat de la Casa Blanca l'abril de 1814 per Dolley Madison quan els britànics van entrar a Washington, DC durant la Guerra de 1812. Mentre es trobava a la Biblioteca del Congrés, Lizzo va demanar tocar la flauta en concert. Més endavant la va tocar breument a l'escenari del Capital One Arena mentre feia twerk.